# Fred Rose (Politiker)

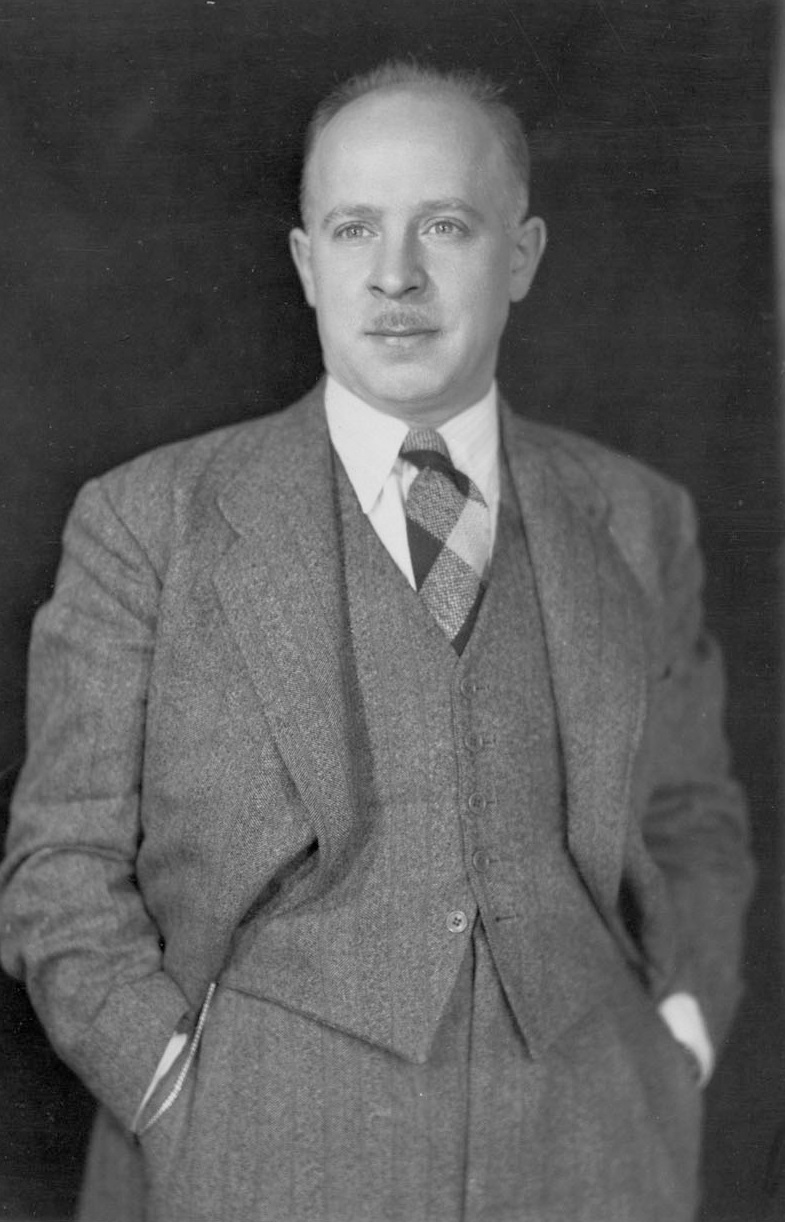
Fred Rose

Fishel Rosenberg (* 7. Dezember 1907 in Lublin; † 16. März 1983 in Warschau), bekannt als Fred Rose, war ein kanadischer Politiker. Von 1943 bis 1947 war er Abgeordneter des Unterhauses für den Wahlkreis Cartier. Er ist bekannt dafür, der einzige Abgeordnete des kanadischen Parlaments zu sein, der wegen eines Spionagedelikts verurteilt wurde.

## Leben und Karriere
Fred Rose wurde am 7. Dezember 1907 in Lublin im Russischen Kaiserreich geboren. Sein Vater war Zimmermann und sein älterer Bruder war politischer Aktivist im Allgemeiner Jüdischer Arbeiterbund. Er besuchte eine jüdische Schule in Lublin, wo er Französisch lernte. 1920 wanderte er mit seiner Familie nach Montreal, Kanada aus, wo er seine Ausbildung abschloss.
Nach seinem Abschluss arbeitete er in einer Konservenfabrik. 1925 trat Rose dem Kommunistischen Jugendverband Kanadas und der Kommunistischen Partei Kanadas bei. Ab 1928 stand er unter der Aufsicht der Royal Canadian Mounted Police. In den 1930er Jahren wurde er wegen Aufruhrs inhaftiert, da er gegen das „Padlock Law“ (Vorhängeschlossgesetz) von Québec verstoßen hatte, das die Veröffentlichung kommunistischer Ideen verbot. Er hatte eine Reihe von Pamphlete veröffentlicht, in denen er zur Errichtung einer Regierung nach sowjetischem Vorbild in Kanada aufrief und den Premierminister von Quebec, Maurice Duplessis, mit Benito Mussolini verglich. In den 1930er Jahren war er ein enger Mitarbeiter von Norman Bethune und förderte die kanadische Hilfe für die Internationale Brigaden des Spanischer Bürgerkriegs.
Bei der Kanadische Unterhauswahl 1935 war er Kandidat der Kommunistischen Partei für den Wahlkreis Cartier in Montreal. Mit 16,28 % der Stimmen belegte er den zweiten Platz. Bei der Québec Provinzwahl 1936 war er der Kandidat der Kommunistischen Partei Québecs im Wahlkreis Montreal–Saint-Louis. Mit 16,8 % der Stimmen belegte er den dritten Platz.
1940 wurde die Kommunistische Partei Kanadas verboten. Die Partei wurde 1943 unter dem Namen Labour-Progressive Party neu gegründet (1959 wurde der Name wieder in Kommunistische Partei Kanadas geändert).
Nach dem Tod des Abgeordneten für Cartier, Peter Bercovitch, im Jahr 1942 gewann Rose die Nachwahl für den Wahlkreis 1943 mit 30,42 % der Stimmen. Er gewann nach einem schwierigen Wahlkampf, in dem ihm der spätere Vorsitzende der Neue Demokratische Partei, David Lewis, und der spätere Senator Lazarus Phillips gegenüberstanden. Er wurde in der Kanadische Unterhauswahl 1945 mit 10.413 Stimmen (40,84 %) wiedergewählt. Während seiner Amtszeit schlug er die Schaffung eines Öffentlicher Gesundheitsdienst und die ersten Gesetze gegen Hassrede vor.

## Gusenko-Affäre
Im September 1945 wechselte Igor Gusenko, Kryptograf an der sowjetisch Botschaft in Ottawa, die Treue zu Kanada. Er behauptete, dass die Sowjetunion in Kanada ein großes Spionagenetzwerk betreibe. Zur Untersuchung der Behauptungen Gusenkos wurde ein Royal Commission unter der Leitung von Roy Kellock und Robert Taschereau eingerichtet.
Rose wurde beschuldigt, eine Gruppe von zwanzig Spionen angeführt zu haben, deren Ziel die kanadische Forschung zu Kernwaffen und Plastiksprengstoff war. Rose verweigerte vor der Royal Commission die Aussage und warf ihr vor, es handele sich um ein antikommunistisches „Kesseltreiben“. Rose wurde für schuldig befunden, versucht zu haben, der Sowjetunion Informationen über den Plastiksprengstoff Hexogen zukommen zu lassen. Er wurde zu sechs Jahren Gefängnis verurteilt. Über Roses Schuld streiten kanadische Historiker noch immer. Obwohl er in einem Brief an Gaspard Fauteux seine Unschuld beteuerte, stimmte das Unterhaus am 30. Januar 1947 für seine Absetzung als Abgeordneter.
1951 wurde Rose aus dem Gefängnis entlassen. Aufgrund seiner Bekanntheit konnte er keine Arbeit finden. 1953 zog er in die Volksrepublik Polen, um im internationalen Handel zu arbeiten. Darüber hinaus arbeitete er viele Jahre als Herausgeber einer englischsprachigen Zeitschrift über polnische Kultur. 1957 wurde ihm die kanadische Staatsbürgerschaft entzogen. Im Jahr 1958 erließ Einwanderungsministerin Ellen Fairclough nach dem Fall Fred Rose ein Gesetz, das den Entzug der kanadischen Staatsbürgerschaft bei den meisten Straftaten verhindern sollte. Rose starb am 16. März 1983 in Warschau, Polen.